# De la vie des estivants
Pour plus de détails, voir Fiche technique et Distribution.
De la vie des estivants (Из жизни отдыхающих) est un film soviétique réalisé par Nikolaï Goubenko, sorti en 1981,.

## Fiche technique
- Photographie : Alexandre Kniajinski
- Musique : Isaak Chvarts
- Décors : Alexandre Tolkatchev, Tatiana Litchmanova
- Montage : Polina Skatchkova
- Dates de sortie : 
  - France : 18 mai 1981 (Festival de Cannes : Marché du film)

## Distribution
- Regimantas Adomaitis : Aleksey Sergeyevich Pavlishchev
- Zhanna Bolotova : Nadezhda Andreyevna
- Gueorgui Bourkov : Arkadiy Pavlovich -povar
- Rolan Bykov : Viktor Leonidovich Lisyutkin
- Anatoli Solonitsyne : Tolik Chikin
- Lidiya Fedoseeva-Shukshina : Oksana (comme Lidya Fedoseyeva)
- Mariya Vinogradova : Margo / Margarita Serafimovna
- Viktor Filippov : Brigadiy traktornoy brigady
- Rezo Esadze : Fotograf
- Mikheil Kherkheulidze : Shashlychnik (comme Mikhail Kherkheulidze)
- Tamara Yakobson : Olga Nikolayevna
- Pyotr Antonevich :
- Pauls Butkevics : Uchastnik kinosmonyochniy gruppy (comme P. Butkevich)
- K. Ferraro :
- S. Khiyuzov :
- Aleksey Vasilyev : Tsygan (comme A. Vasilyev)
- Nikolay Vasilyev : Tsygan (comme N. Vasilyev)
- Svetlana Yankovskaya : Tsyganka (comme S. Yankovskaya)